# Doubs (Gemeinde)
Doubs ist eine französische Gemeinde mit 3.309 Einwohnern (Stand: 1. Januar 2022) im Département Doubs in der Region Bourgogne-Franche-Comté.

## Geographie
Doubs liegt auf 812 m über dem Meeresspiegel, etwa drei Kilometer nördlich der Stadt Pontarlier (Luftlinie). Das Dorf erstreckt sich im Jura, am östlichen Rand des weiten Hochplateaus von Arlier (Pontarlier-Frasne), beidseits des oberen Doubs, am Westfuß der Höhe des Bois de la Côte. 
Die Fläche des 8,94 km² großen Gemeindegebiets umfasst einen Abschnitt des französischen Juras. Der westliche Teil des Gebietes wird vom Hochplateau von Arlier eingenommen, das durchschnittlich auf 820 m liegt. Entlang dem östlichen Rand dieser Ebene fließt der Doubs nach Norden, zeichnet einen weiten Bogen um die Anhöhe des Crêt de la Rappe (877 m), nimmt von links den Drugeon auf und wendet sich danach nach Nordosten, um in die Talmulde des Val du Saugeais einzutreten. Der früher mäandrierende Fluss ist heute weitgehend kanalisiert und begradigt. Nach Osten erstreckt sich das Gemeindeareal auf den dicht bewaldeten Höhenrücken des Bois de la Côte, der in geologisch-tektonischer Hinsicht eine Antiklinale des Faltenjuras bildet und gemäß der Streichrichtung des Juras in dieser Region in Richtung Südwest-Nordost orientiert ist. Mit 1052 m wird auf diesem Kamm die höchste Erhebung von Doubs erreicht.
Nachbargemeinden von Doubs sind Arçon im Norden, Pontarlier im Osten und Süden sowie Dommartin und Vuillecin im Westen.

## Geschichte
Der Fund einer Nekropole aus der Merowingerzeit weist auf eine frühe Besiedlung des Gemeindegebietes von Doubs hin (Ausgrabungsgegenstände befinden sich im Museum in Pontarlier). Im Mittelalter hatte das Kloster Montbenoît hier reichen Grundbesitz, während der andere Teil des Ortes zur Herrschaft Pontarlier gehörte. Zusammen mit der Franche-Comté gelangte Doubs mit dem Frieden von Nimwegen 1678 an Frankreich.

## Sehenswürdigkeiten
Die imposante Kirche Mariä Himmelfahrt wurde 1869 im Stil der Neugotik erbaut. Auf dem Dorfplatz steht der Ceres-Brunnen (Ende des 19. Jahrhunderts). Mit der Chapelle de La Salette besitzt Doubs ein weiteres Gotteshaus.

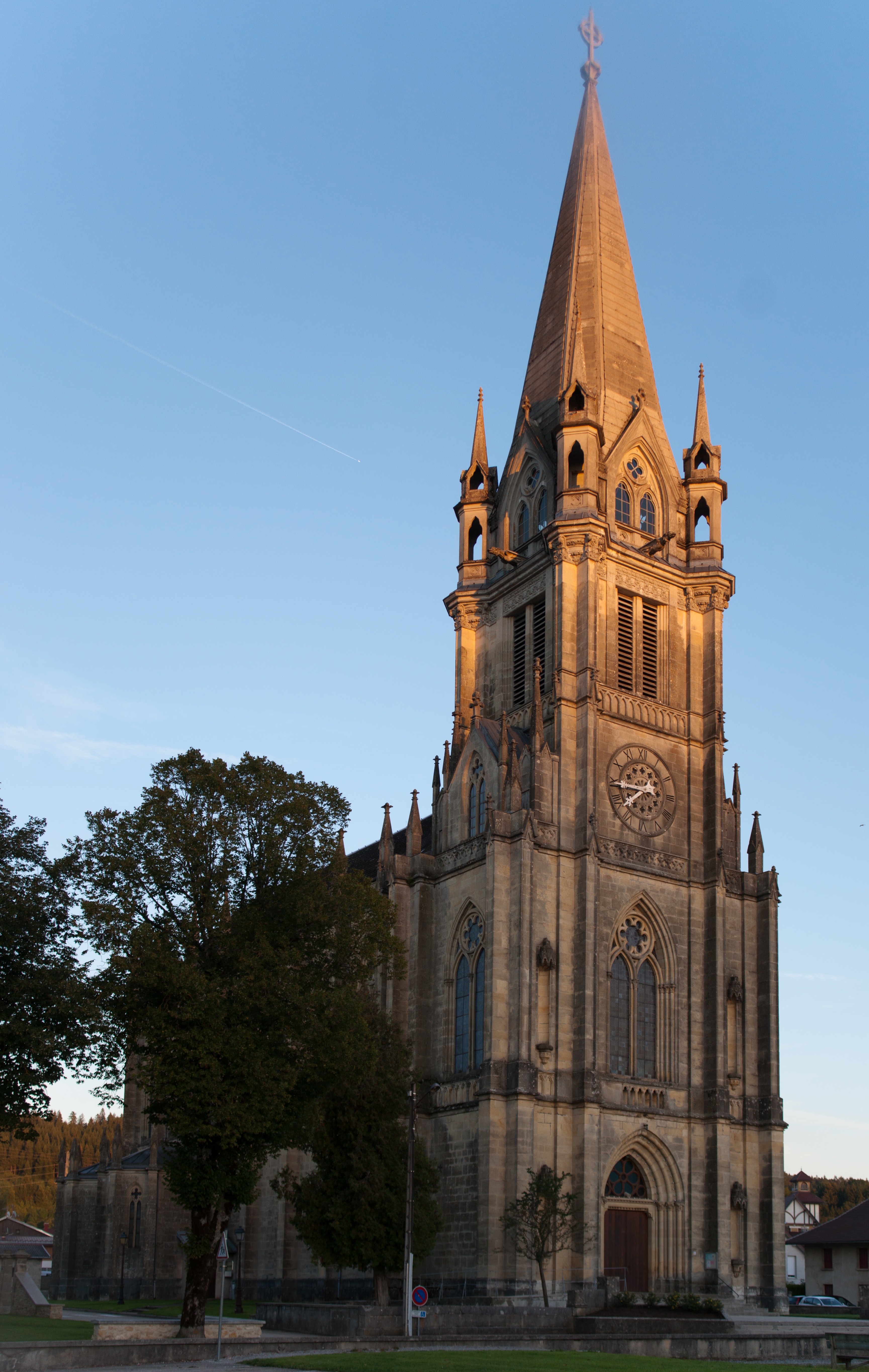
Kirche Mariä Himmelfahrt
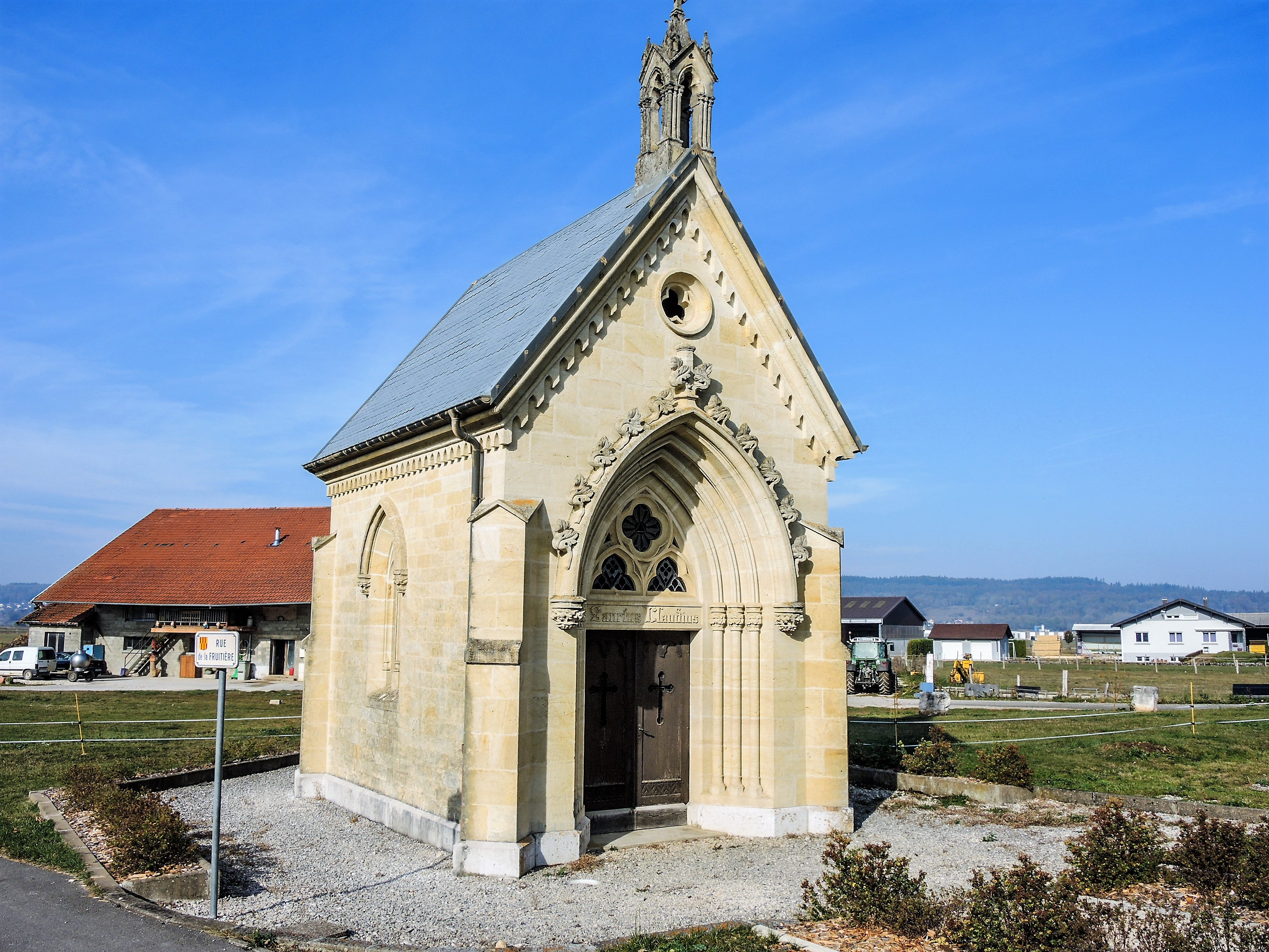
Kapelle Saint-Claude

## Bevölkerung
| Jahr                       | 1962 | 1968 | 1975 | 1982 | 1990 | 1999 | 2006' | 2018 |
| -------------------------- | ---- | ---- | ---- | ---- | ---- | ---- | ----- | ---- |
| Einwohner                  | 623  | 789  | 1049 | 1267 | 1677 | 2266 | 2405  | 3126 |
| Quellen: Cassini und INSEE |      |      |      |      |      |      |       |      |

Mit 3309 Einwohnern (1. Januar 2022) gehört Doubs zu den mittelgroßen Gemeinden des Départements Doubs. Nachdem die Einwohnerzahl in der ersten Hälfte des 20. Jahrhunderts stets im Bereich von rund 330 Personen gelegen hatte, wurde seit Beginn der 1950er Jahre ein markantes Bevölkerungswachstum verzeichnet. Seither hat sich die Einwohnerzahl etwa verfünffacht. Außerhalb des alten Ortskerns wurden zahlreiche neue Ein- und Mehrfamilienhäuser gebaut, so dass das Siedlungsgebiet von Doubs heute mit dem von Pontarlier fast lückenlos zusammengewachsen ist.

## Wirtschaft und Infrastruktur
Doubs war lange Zeit ein vorwiegend durch die Landwirtschaft, insbesondere Milchwirtschaft und Viehzucht, sowie durch die Forstwirtschaft geprägtes Dorf. Mittlerweile hat sich das Dorf zu einer Wohngemeinde und zum Vorort von Pontarlier gewandelt. Seit den 1970er Jahren entwickelten sich vor allem westlich des Doubs größere Gewerbe- und Industriezonen. Heute besitzt Doubs rund 100 Betriebe, darunter Handelsfirmen, Unternehmen der Präzisionsmechanik, der Nahrungsmittel- und Holzverarbeitung, zahlreiche Geschäfte des Einzelhandels wie auch große Einkaufsgeschäfte. Viele Erwerbstätige sind auch Wegpendler, die hauptsächlich in Pontarlier ihrer Arbeit nachgehen. Doubs verfügt über ein Sportzentrum und ab Mitte 2007 über ein neues Collège.
Die Ortschaft ist verkehrstechnisch gut erschlossen. Sie liegt im Bereich des Kreuzungspunktes der Hauptstraßen N75 (Besançon – Pontarlier – Lausanne) und D437, die von Pontarlier nach Morteau führt. Weitere Straßenverbindungen bestehen mit Houtaud und Vuillecin. Der Betrieb der Eisenbahnstrecke von Pontarlier nach Morteau mit einem Bahnhof in Doubs wurde eingestellt. Heute besitzt Doubs eine Busverbindung mit Pontarlier.